# Quarta guerra siriaca
La quarta guerra siriaca fu un conflitto armato combattuto fra l'Impero seleucide e il Regno tolemaico d'Egitto tra il 219 e il 217 a.C., guidati rispettivamente da Antioco III e Tolomeo IV Filopatore per il possesso della Celesiria (la regione del Medio Oriente che include il Libano, la Palestina e la Fenicia). Nonostante Antioco inizialmente fosse riuscito a ottenere una grande serie di successi, le forze tolemaiche trionfarono nella grande battaglia di Rafah, vincendo la guerra.
La quarta querra siriaca è il conflitto ellenistico meglio documentato, in quanto Polibio le dedicò un'ampia sezione del libro V delle sue Storie; è dunque particolarmente importante per illustrarci l'organizzazione militare, l'addestramento, il comando, l'armamento, la strategia, la tattica e l'ideologia militare degli stati ellenistici.

## Antefatti

### La questione della Celesiria
La Celesiria era una zona molto ricca sia per le sue risorse, sia per i notevoli flussi commerciali che attraversavano le città fenicie, sia per il gran numero di città prospere. Questa regione era contesa da quelle che all'epoca erano le due maggiori potenze del mediterraneo orientale: l'impero seleucide, che si estendeva per quasi tutta l'Asia, e il Regno d'Egitto, governato dalla dinastia tolemaica. La contesa era sorta quando i fondatori dei due regni, Seleuco I Nicatore e Tolomeo I Sotere, erano alleati contro Antigono I Monoftalmo. Entrambi avevano aderito a una coalizione che voleva abbattere l'egemonia di Antigono: Tolomeo, pur partecipando formalmente, non aveva inviato truppe, mentre Seleuco aveva contribuito in maniera determinante alla sconfitta di Antigono nella battaglia di Ipso. Dunque, nella spartizione che seguì la morte di Antigono, a Seleuco era stata assegnata l'intera Siria: tuttavia Tolomeo l'aveva già in parte occupata e si rifiutò di concederla a Seleuco, il quale decise di non reclamarla in virtù dell'amicizia che lo legava a Tolomeo. Tuttavia i loro discendenti intrapresero una serie di feroci guerre per mantenere il controllo di questa regione e delle coste dell'Asia Minore.

### La situazione dell'Egitto

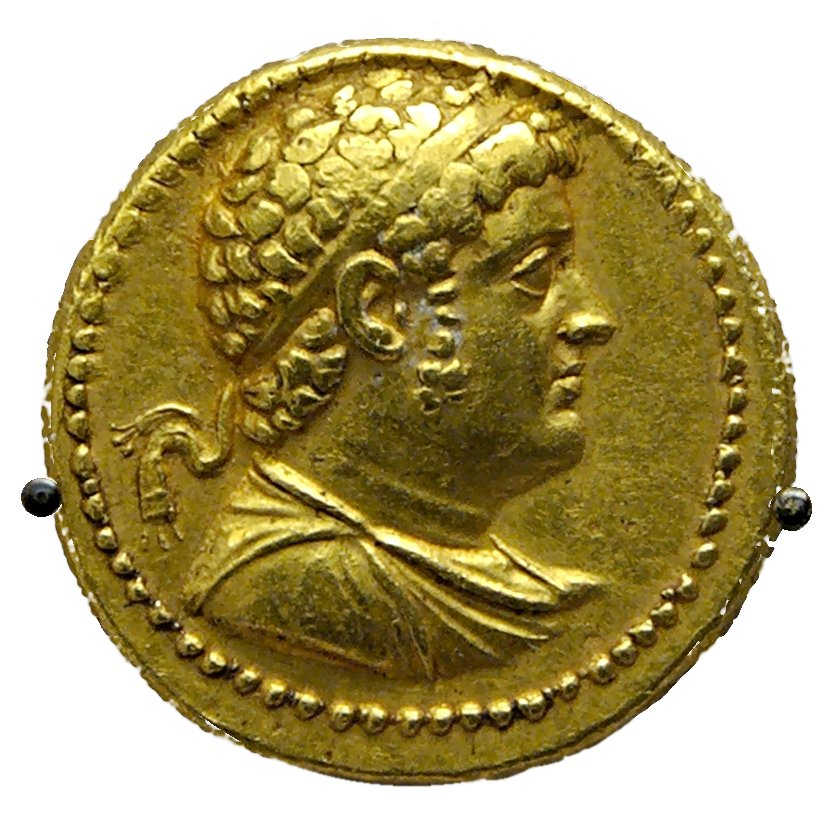
Il sovrano egizio Tolomeo IV Filopatore (colui che ama suo padre) rappresentato sul profilo di una moneta.

Era da poco stato incoronato in Egitto il giovane Tolomeo IV Filopatore, che secondo alcuni era salito al trono uccidendo il padre e la madre. Anche suo fratello Magas, popolare fra le truppe per la sua fortunata campagna in Asia Minore durante il regno del padre, venne brutalmente assassinato dal generale Teodoto Etolo bollendolo vivo nella vasca da bagno. Il giovane re si distinse, oltre che per la tendenza l'intrigo e la crudeltà, per la sua pigrizia e la sua dissolutezza. Infatti trascurava completamente la gestione del regno, che lasciò in mano ai suoi ministri Agatocle, fratello della sua amante Agatoclea, e Sosibio, e trascorreva il giorno gozzovigliando, facendo festa e amoreggiando con prostitute e ragazzini. Mentre i suoi avi erano molto attenti alla politici estera e avevo acquisito, attraverso una brillante politica, il controllo di numerose città in Asia Minore, in Tracia e nelle isole dell'Egeo, creando un impero di formidabile potenza ed estensione, il nuovo re non si occupava minimamente dei suoi possedimenti all'infuori dell'Egitto, mentre l'esercito era lasciato nella totale incuria. Persino il vecchio re di Sparta, Cleomene III, amico del padre di Tolomeo, fu imprigionato in quanto ritenuto pericoloso: quando tentò di ribellarsi coi suoi compagni fu ucciso. In sostanza Filopatore dava l'impressione della più totale debolezza e inettitudine.

### La situazione in Siria

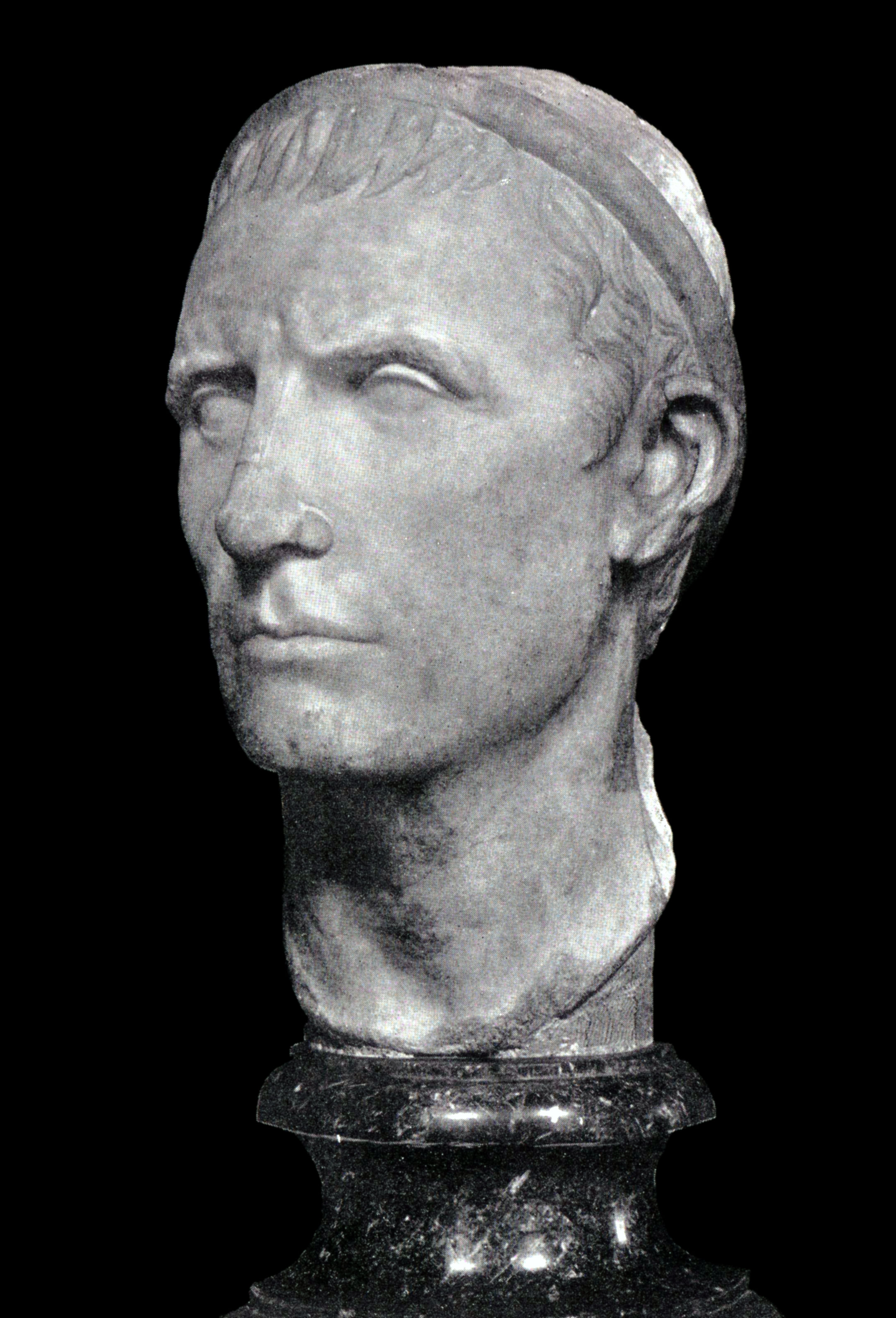
Il sovrano seleucide Antioco III, più tardi detto Megas (il Grande).

Nel frattempo l'impero seleucide attraversava uno dei momenti più difficili della sua storia. La pesante sconfitta nel precedente conflitto contro i Tolomei (Terza guerra siriaca) aveva fatto sì che le satrapie di Partia e la Battria dichiarassero l'indipendenza, mentre il controllo seleucide in Asia Minore era andato man mano indebolendosi. Antioco III venne incoronato a sedici anni ed ereditava uno Stato decisamente disorganizzato: a causa del carattere crudele e tirannico del primo ministro Ermia, Molone e Alessandro, satrapi delle province di Persia e Media si erano ribellati; anche lo zio di Antioco, Acheo, che comandava le province in Asia Minore, sostenuto da Tolomeo si era dichiarato indipendente e aveva cinto la corona. Il regno, che un tempo si estendeva fino all'India, era ridotto alle province di Siria e Babilonia. Nonostante questo il ministro Ermia, pensando che più il regno fosse stato debole, più il sovrano sarebbe stato controllabile, consigliava al re di non occuparsi personalmente della ribellione, ma di attaccare i possedimenti tolemaici, considerando anche quanto fosse debole e dissoluto l'attuale re d'Egitto.

## La guerra

### La prima spedizione
Su consiglio di Ermia, Antioco decise dunque di intraprendere una spedizione contro il regno di Egitto, affidando ai suoi generali il compito di sedare la rivolta di Molone. Teodoto Etolo, il generale tolemaico in servizio in Celesiria, tuttavia riuscì efficacemente a far fronte all'attacco di Antioco: fortificò con un sistema di fossati e palizzate le paludi fra Brochi e Gerra e vi si arroccò con i propri uomini. Antioco tentò di sfondare lo sbarramento nemico, ma a causa del terreno disagevole e della posizione vantaggiosa dei nemici subiva più perdite di quante non ne riuscisse a infliggere. Mentre rifletteva sul da farsi, li venne riferito che Molone non solo aveva sconfitte gli strateghi che gli erano stati mandati contro, ma con un contrattacco si era persino impadronito della Babilonide. Antioco decise dunque di lasciare momentaneamente da parte la spedizione contro l'Egitto per affrontare finalmente i ribelli.

### La presa di Seleucia
Dopo avere schiacciato la sedizione di Alessandro e Molone, riconquistato gran parte delle satrapie orientali e fatto uccidere lo scomodo ministro Ermia, il re si sentì pronto per riprendere le ostilità contro il regno tolemaico. Riunì l'esercito ad Apamea e cominciò a discutere coi suoi generali quale piano adottare nella guerra contro i Tolomei. Il medico e consigliere di corte Apollofane suggerì di riconquistare subito la città di Seleucia Pieria, città ancestrale dei Seleucidi, che era caduta nelle mani dei Tolomei dopo la disastrosa terza guerra siriaca. Oltre ad essere una base tolemaica pericolosamente vicina ai più importanti territori seleucidi, era vergognoso che una città dal così alto valore simbolico rimanesse in mano al nemico. Il consiglio fu approvato e l'esercito partì immediatamente verso Seleucia. Non era semplice conquistare la città, in quanto era non solo ben difesa grazie alla sua vantaggiosa posizione naturale, ma anche a un'imponente cerchia di mura. Proprio in questa difficile impresa il giovane re seleucide diede un assaggio delle sue qualità di stratega. Inizialmente tentò di corrompere il governatore della città, Leonzio: non riuscendoci, corruppe alcuni comandanti di livello inferiore. L'attacco sarebbe stato condotto da quattro squadre diverse: la prima, condotta dai comandanti Ardi e Diogneto, avrebbe assalito il sobborgo, la zona più facile da prendere in quanto vi si potevano appoggiare le scale, assieme alla flotta che avrebbe attaccato dal mare. Le altre due squadre, guidate da Zeusi ed Ermogene, avrebbero dovuto distogliere l'attenzione del nemico dall'attacco di Ardi, assalendo altre zone della città. Prima dell'assalto, Antioco promise corone e doni a coloro che si fossero distinti nello scontro.
Il piano funzionò: dovendo frammentare le forze per far fronte al triplice attacco su terra, i soldati tolemaici non riuscirono a impedire che le forze di Ardi appoggiassero le scale e attaccassero il sobborgo, mentre allo stesso modo i soldati della flotta presero il porto. Quando il sobborgo fu conquistato, i sottocomandanti corrotti, fingendo di essere nel panico, incitarono Leonzio a chiedere la resa prima che Antioco prendesse la città con la forza. Leonzio fu ingannato mandò dei messaggeri per discutere la resa con Antioco. In questo modo il re riconquistò Seleucia: non solo risparmiò i cittadini, ma richiamò anche coloro che ne erano stati cacciati dopo la conquista tolemaica.

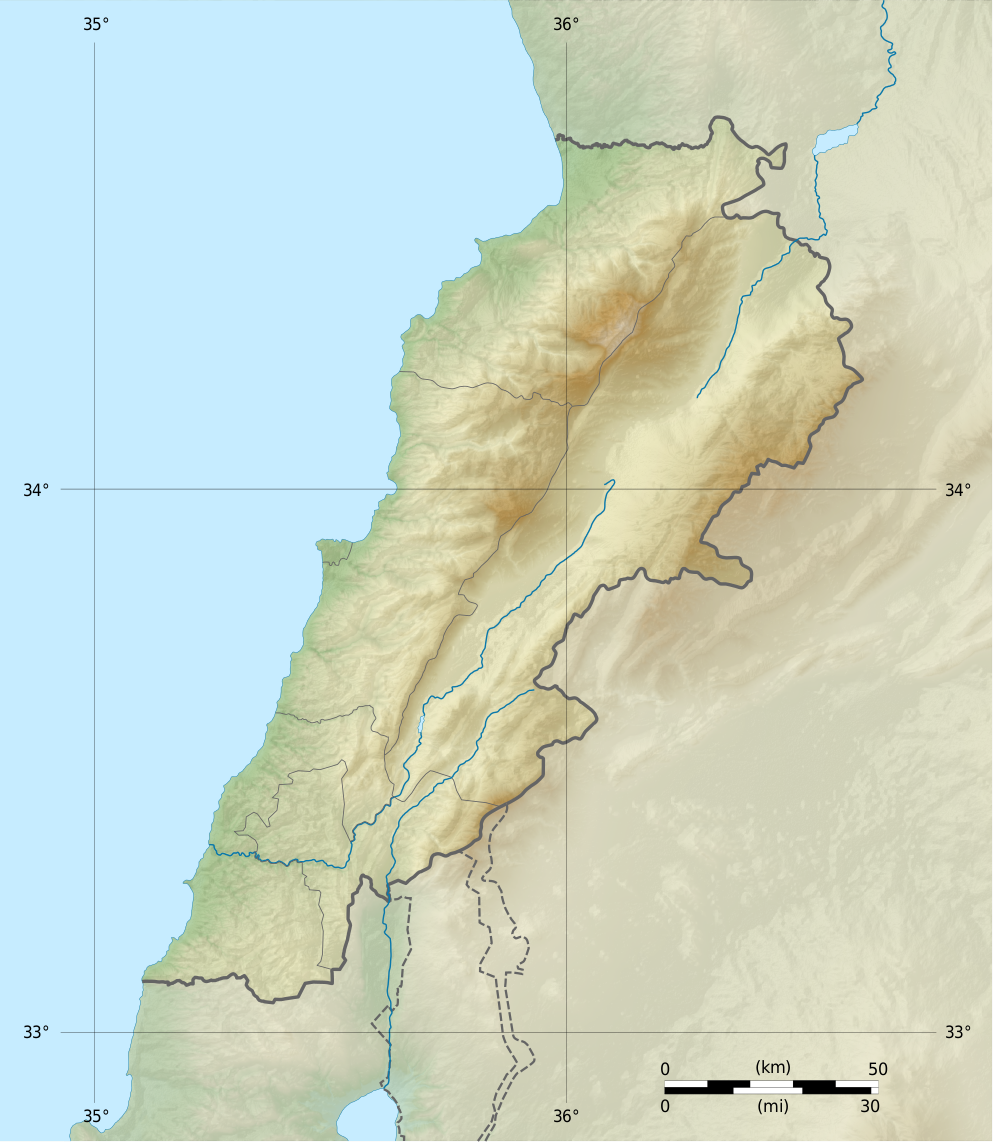
La Celesiria, regione contesa tra i Seleucidi e i Tolomei.

### Il tradimento di Teodoto
Nel frattempo Teodoto Etolo, il generale che aveva fermato la spedizione di Antioco, si era recato ad Alessandria sperando di essere ricompensato per i suoi ottimi servigi. Tuttavia, anziché essere premiato, rimase quasi vittima di un complotto ordito dai cortigiani di Tolomeo. Egli, che già disprezzava il carattere del re per la sua empietà, rimase infuriato da questo avvenimento e decise di passare dalla parte di Antioco. Immediatamente occupò la città di Tolemaide di Fenicia e mandò un comandante a lui fedele di nome Panetolo a conquistare Tiro, invitando di tutta fretta Antioco a venire in suo soccorso e annunciandogli che gli stava consegnando la Celesiria. Antioco, che aveva appena conquistato Seleucia, si mise subito in marcia per approfittare della fortunata occasione che gli era stata offerta. Nel frattempo, per sedare la sommossa di Teodoto, Tolomeo inviò il proprio generale migliore, Nicolao, che assediò il ribelle a Tolemaide. Giunto in Celesiria, Antioco lasciò delle truppe ad assediare la fortezza di Bronchi e si mosse personalmente con le truppe leggere per liberare Teodoto dall'assedio. Nicolao fece occupare il passo di Berito da alcune sue forze per fermare Antioco: tuttavia il re sconfisse le truppe egizie con un attacco improvviso e Nicolao fu costretto a togliere l'assedio. Teodoto, Panetolo e le loro forze accolsero festosamente il re e li consegnarono Tiro e Tolemaide con tutti i beni che vi si trovavano, fra cui quaranta navi da guerra (20 corazzate e 20 leggere). Il piano di Antioco era di attaccare direttamente l'Egitto: tuttavia fu informato che Tolomeo aveva già fatto ostruire i pozzi di acqua potabile, aveva aperto i canali del Nilo e aveva raccolto tutto l'esercito a Pelusio. La spedizione in Egitto era dunque impossibile. Il seleucide decise di conquistare comunque tutta la Celesiria e di ridurla in suo possesso.

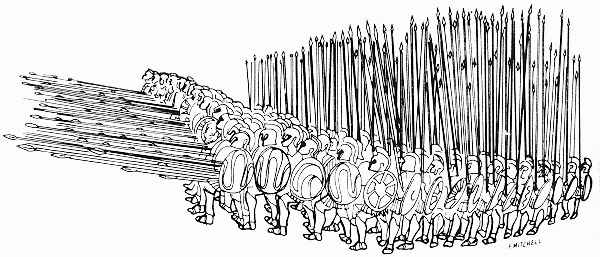
Gli indigeni egiziani furono addestrati a combattere nella falange macedone, temutissimo corpo militare riservato solitamente ai soli greci.

### Riorganizzazione dell'esercito tolemaico
A causa della completa trascuratezza in cui il re aveva abbandonato l'esercito, ora i Tolomei assistevano impotenti all'avanzata di Antioco senza poter attuare nessuna utile difesa. In questa situazione di estremo pericolo, i corrotti e debosciati ministri tolemaici si attivarono improvvisamente e mostrarono grinta e qualità che gli avrebbero fatto salvare il regno. Decisero che avrebbero preso tempo con Antioco mediante trattative, mentre in realtà avrebbero ricostituito la potenza dell'esercito tolemaico. Agatocle e Sosibio si alternarono i compiti: mentre uno avrebbe accolto gli inviati di Antioco a Menfi, l'altro avrebbe presieduto alla riorganizzazione dell'esercito. Furono spediti inviati all'estero per reclutare milizie, mentre furono chiamati ad Alessandria numerosi mercenari; intanto veniva raccolta una sorta di task-force di professionisti militari dalla Grecia, perlopiù veterani delle guerre di Antigono III Dosone, che furono incaricati di riaddestrare l'esercito. In questa situazione d'emergenza fu presa l'eccezionale decisione di addestrare 20 000 nativi egiziani a combattere nella temuta falange macedone. Questa decisione portò finalmente alla superiorità numerica rispetto alle forze di Antioco, ma ebbe gravi conseguenze nel futuro.

### Trattative inconcludenti
Con l'approssimarsi dell'inverno, Antioco decise di accettare una tregua di quattro mesi proposta da Tolomeo. Ritenendo che il suo rivale sarebbe stato troppo codardo per affrontarlo in battaglia, si disinteressò all'addestramento dell'esercito e trascorse l'inverno a Seleucia, dopo aver collocato guarnigioni nelle nuove conquiste. Dopo, inviò a Menfi degli ambasciatori per tentare di entrare pacificamente in possesso di quella parte della Celesiria che non era ancora sua. In seguito ci furono ambasciate anche a Seleucia alle quali partecipò il re in persona. Il seleucide sostenne la legittimità della sua occupazione delle Celesiria, argomentando che quelle terre erano state assegnate a Seleuco Nicatore nella spartizione dopo la battaglia di Ipso, mentre gli ambasciatori di Tolomeo sostennero che a Seleuco fosse stata assegnata tutta l'Asia escluse le province di Celesiria e Fenicia, che appartenevano a Tolomeo. Le trattative non portarono a nulla, anche perché gli ambasciatori di Tolomeo volevano includere Acheo nel trattato, mentre Antioco riteneva inammissibile che Tolomeo osasse favorire un ribelle e avesse la sfacciataggine di volerlo far riconoscere dal sovrano legittimo.

### La battaglia di Porfirione
Nella primavera del 218 a.C. finì il periodo di tregua concordato dalle due fazioni: di conseguenza Antioco si mosse per conquistare le città della Celesiria non ancora in suo possesso. Nel frattempo Tolomeo affidò al generale Nicolao il comando supremo e lo rifornì di ogni risorsa affinché potesse resistere all'avanzata seleucide. Il generale decise di arroccarsi vicino alla città di Porfirione, sulla catena del Libano presso uno stretto passo noto come "Passo del Platano", dove sarebbe stato facile difendersi da un nemico anche in superiorità numerica. Antioco nel frattempo continuava ad avanzare verso Sud, sottomettendo nel suo cammino le città che incontrava. Gli arrivarono richieste di alleanza dagli Aradi: Antioco le accettò, e pose anche fine alle discordie civili che attanagliavano questa popolazione. Quando giunse a Porfirione, Antioco studiò con attenzione il terreno e le fortificazioni ed elaborò un brillante piano per forzare il blocco. Una squadra, al comando di tale Menedemo, avrebbe attaccato le forze nemiche appostate su un dosso; una seconda squadra al comando di Teodoto avrebbe occupato le alture della catena del Libano; nel frattempo una terza squadra, comandata dal governatore Diocle, avrebbe attaccato le forze nemiche sulla striscia di terra che separava la montagna dal mare. Nel frattempo la flotta seleucide comandata da Diogneto avrebbe attaccato quella egiziana comandata da Perigene. Antioco si posizionò al centro con le riserve, in modo da poter mandare truppe fresche dove ce ne fosse bisogno. Inizialmente l'attacco di Menedemo non ebbe successo, in quanto le forze di Nicolao erano in posizioni vantaggiose e fortificate, e dunque prevalevano nel combattimento. Ma all'improvviso Teodoto e i suoi, che avevano sgominato i nemici sulle alture, attaccarono le forze di Nicolao sul fianco, facendole fuggire disordinatamente. In questo scontro morirono 2 000 soldati tolemaici e ne furono presi prigionieri altrettanti. La battaglia tra le flotte intanto era ancora in corso, perché essendo le navi simili per armamento e numero, nessuna delle due flotte riusciva a prevalere sull'altra. Ma quando il navarca egizio vide che le truppe su terra erano sconfitte, si ritirò a sua volta a Sidone. Ancora una volta, la strategia di Antioco si rivelò vincente: come durante l'assedio di Seleucia, aveva diviso le sue forze in squadre perché avessero una maggiore flessibilità tattica, riuscendo a spezzare i solidi sbarramenti nemici.

### Successi di Antioco
Antioco decise di non tentare di assalire Sidone, in quanto la città era ben difesa e fortificata, e continuò ad avanzare, prendendo in modo incruento Filoteria e Scitopoli. Essendo quest'ultima città collocata in una pianura irrigata dal fiume Giordano, Antioco poté disporre di un'enorme quantità di rifornimenti per nutrire il suo esercito. Trovò opposizione poi nella città di Ataribio, che prese con uno stratagemma ingegnoso: attirò le truppe della guarnigione fuori dalla città con una scaramuccia; quando questi si stavano poi ritirando, li fece aggredire all'improvviso da un battaglione di soldati che aveva lasciato appostati. Molti nemici furono uccisi, gli altri fuggirono disordinatamente; mentre costoro si stavano ancora ritirando, attaccò la città, i cui difensori erano nel disordine più totale, e la prese. Questi successi di Antioco impressionarono molti sia le popolazioni locali che i nemici; molti ufficiali tolemaici si accorsero che Antioco era un sovrano molto più energico e pugnace del dissoluto re d'Egitto e disertarono per lui, seguendo l'esempio di Teodoto Etolo. Il primo fu Cherea, che fu accolto molto generosamente da Antioco; questa generosità fece sì che molti generali furono tentati di fare lo stesso. Infatti poco dopo Ippoloco si unì a lui con quattrocento dei formidabili cavalieri tessali. Anche le vicine popolazioni arabiche (probabilmente i Nabatei) impressionate da questi successi, si allearono con lui: un distaccamento di 10 000 uomini al comando di Zabdiel lo raggiunse per aiutarlo nella guerra; inoltre gli arabi si impegnarono a rifornire l'armata di Antioco. Antioco conquistò in rapida successione Pella, Camo, Gefro, Abila e Gadara, che si arrese appena furono posizionate le macchine d'assedio. Nel frattempo venne a sapere che molti nemici si erano radunati a Rabbatama, in Arabia, e devastavano il territorio degli alleati arabi di Antioco. Antioco esaminò il terreno e si accorse che la città si poteva assalire da due soli punti, e ordinò che venissero attaccati entrambi, uno da Teodoto e l'altro da Nicarco. I due fecero a gara per chi riuscisse a far cadere il muro prima, tanto che cadde in entrambi i punti. Le forze seleucidi presero ad assalire senza sosta questi punti, ma senza successo, in quanto la città era difesa da troppi uomini. Fortunatamente, un giorno un prigioniero rivelò un tunnel che conduceva a una sorgente dove gli assediati si procuravano l'acqua. Quando questo fu ostruito, ai difensori non restò che arrendersi. In questo anno Antioco aveva collezionato una lunga serie di successi; decise dunque di installare delle guarnigioni nelle terre conquistate e andò a svernare con le truppe a Tolemaide.

### La battaglia di Rafah
Nella primavera del 217 a.C. si riaccesero le ostilità: i ministri egizi ritennero che l'esercito riformato fosse pronto per la battaglia campale; così Tolomeo Filipatore decise finalmente di muovere l'esercito da Alessandria. Dopo averlo assemblato a Pelusio, si accampò vicino alla città di Rafah, non lontano da Gaza. Antioco gli venne incontro: i due giovani sovrani avevano raccolto tutte le forze di cui disponevano, tanto che i due eserciti contavano in totale 132 000 fanti, 11 000 cavalieri e 175 elefanti da guerra. Inizialmente i due campi distavano dieci stadi; tuttavia Antioco spostò il campo ancora più vicino per incoraggiare i soldati, e la distanza si ridusse a cinque stadi. I due eserciti erano così vicini che quando i soldati uscivano a foraggiare o a cercare acqua scoppiavano scaramucce con i soldati dell'altro esercito. Teodoto Etolo, il generale che aveva disertato Tolomeo in favore di Antioco, compì un'azione "Degna di un etolo, ma non priva di ardimento": con due compagni, si infiltrò nell'accampamento tolemaico senza essere riconosciuto e penetrò nella tenda del re, dove ferì due guardie e uccise il medico di corte. Tuttavia non riuscì nel suo intento di uccidere Tolomeo: infatti un ebreo ellenizzato di nome Dositeo lo aveva ospitato a casa sua sostenendo che la tenda fosse adatta ai soldati comuni, ma che per un re ci volesse una dimora più dignitosa. Tolomeo scampò fortunosamente dunque dall'attentato.

#### La disposizione delle truppe
Dopo cinque giorni Tolomeo portò finalmente l'esercito fuori dal campo, e Antioco fece subito lo stesso: entrambi i re erano decisi a risolvere la guerra con una battaglia campale. Antioco adottò lo schema tipico di Alessandro Magno: mise al centro la falange (comandata da Nicarco e Teodoto Emiolio) e il battaglione scelto degli Argiraspidi (comandato da Teodoto Etolo); nell'ala destra, dalla quale il re avrebbe condotto personalmente l'attacco, collocò la maggioranza dei cavalieri e degli elefanti, oltre ai mercenari greci e a altre truppe armate nello stile macedone; l'ala sinistra, che invece aveva il solo compito di contenere l'attacco nemico, ospitò 2 000 cavalieri e un gran numero di truppe leggere asiatiche e arabe. Tolomeo si posizionò a sinistra della sua falange (comandata da Andromaco e Sosibio), forse per far fronte ad Antioco, con la sua guardia reale, i suoi fanti scelti e i suoi peltasti d'assalto; a destra invece posizionò le sue ottime truppe mercenarie comandata da Echecrate per la cavalleria e Fossida per la fanteria. I due re, per galvanizzare le truppe, fecero dei discorsi nei quali ricordarono le gesta gloriose dei propri antenati; infatti, essendo molto giovani, non potevano vantarne di proprie (anche se in realtà Antioco aveva già sconfitto in guerra Molone, Artabazane e il generale Nicolao).

#### La battaglia
Antioco cominciò la battaglia con una poderosa carica di elefanti indiani, che essendo più grossi di quelli africani usati dai Tolomei, ebbero facilmente la meglio e gettarono l'ala sinistra di Tolomeo nel caos. Antioco, in concerto con gli elefanti, attacco sul fianco la cavalleria nemica e la guardia reale mentre i mercenari greci sgominavano i peltasti nemici. Dunque l'ala destra di Antioco aveva facilmente prevalso sui nemici. Nel frattempo, le truppe tolemaiche sull'ala destra avevano difficoltà a fare avanzare i propri elefanti, terrorizzati dagli enormi elefanti indiani del nemico. Echecrate decise di attaccare anche senza il supporto degli elefanti: mentre Fossida, coi suoi mercenari, sbaragliava le truppe arabe e mede, Echecrate attaccava sul fianco e alle spalle la cavalleria siriana mandandola in fuga. In questo modo entrambe le ali destre avevano prevalso mentre quelle sinistre erano in fuga. Le falangi, intanto, erano rimaste al centro, entrambe con il fianco scoperto. Antioco sperava di catturare o uccidere Tolomeo e mettere così fine alla guerra; così si diede a inseguire i fuggiaschi nemici sperando di trovarvi il re d'Egitto. Tolomeo era tuttavia riuscito a fuggire e a rifugiarsi nei ranghi della sua falange, ordinando a Sosibio e Andromaco di fare abbassare le lance ai soldati e di farli caricare. I soldati di Tolomeo furono entusiasti della presenza del re, mentre quelli di Antioco terrorizzati. Lo scontro dovette essere molto sanguinoso: si racconta che Arsinoe III, sorella del re, piangesse spettinata davanti alle truppe per incoraggiarle a tenere duro, e che avesse promesso due mine a tutti i soldati se avessero vinto lo scontro. Mentre gli Scudi d'Argento seleucidi riuscirono a tenere testa al nemico, il resto della falange, che combatteva peraltro a fianco scoperto, andò velocemente in rotta; poco dopo anche le truppe d'élite comandate da Teodoto dovettero ritirarsi. Intanto Antioco stava continuando la sua vana caccia nel deserto, finché uno dei suoi ufficiali notò che le nuvole di polvere sollevate dalle armate erano vicine al suo accampamento. Antioco arrivò tuttavia troppo tardi per potere rimediare al disastro: nel corso del combattimento erano morti più di 10 000 fanti e trecento cavalieri siriani (oltre a 4000 uomini presi prigionieri dal nemico), mentre il nemico aveva perso 1 500 fanti e 700 cavalieri. La battaglia fu dunque un grande, benché difficile, successo tolemaico, che mise fine in modo insperato alla serie inarrestabile dei successi di Antioco.

### La fine della guerra
Mentre Tolomeo festeggiava la vittoria, seppelliva i propri morti e spogliava il campo seleucide, Antioco si ritirò prima a Rafah, dove raccolse i sopravvissuti alla battaglia, poi indietreggiò fino a Gaza, dove ottenne una tregua per seppellire i morti. Infine tornò ad Antiochia, terrorizzato dal fatto che Tolomeo potesse attaccarlo o che Acheo approfittasse della sua sconfitta in qualche modo: infatti dopo la sconfitta non si fidava del suo esercito. Riteneva infatti:
"di essere vincitore da parte sua, ma di avere perso a causa della vigliaccheria e della mancanza di vigore dei suoi uomini"
In realtà Antioco ebbe una responsabilità significativa nella sconfitta del suo esercito: infatti mentre Sosibio aveva provveduto ad addestrare il suo esercito finché non fosse stato pronto, Antioco aveva ritenuto superficialmente che Tolomeo non avrebbe osato affrontarlo in battaglia, non curandosi di tenere allenato il proprio esercito. Ma soprattutto in mezzo alla battaglia decisiva aveva scioccamente abbandonato i propri uomini, a differenza di Tolomeo, che aveva avuto l'acume di guidare di persona l'attacco delle proprie forze. In ogni caso, appena finito il conflitto, il Filopatore era tornato alla propria natura abituale: tornato pacificamente in possesso della Celesiria, in quanto tutte le città, essendo favorevoli al governo tolemaico, avevano fatto atto di sottomissione subito dopo la sconfitta seleucide, decise non approfittare della insperata vittoria e mandò immediatamente Sosibio a occuparsi delle trattative di pace, che furono concluse l'anno stesso, e tornò alla propria vita di lussurie e gozzoviglie.

## Conseguenze
La vittoria tolemaica non fu affatto decisiva come potrebbe sembrare: oltre a non approfittare della vittoria, Tolomeo impose delle condizioni di pace estremamente miti: ai Seleucidi fu persino consentito di conservare il possesso su Seleucia Pieria, conquistata all'inizio della guerra. La guerra mostrò in modo evidente la decadenza dell'un tempo potente impero tolemaico: la grande vittoria di Rafah, lungi che mostrare la potenza dell'esercito tolemaico mostrò in realtà quanto l'armata egizia dipendesse ormai completamente dai mercenari; infatti mentre la guardia reale subì un vergognoso smacco sull'ala sinistra, la vittoria fu conquistata soprattutto dai mercenari di Fossida ed Echecrate. I quadri di comando tolemaici erano interamente composti da esperti stranieri, soprattutto etolici, come Teodoto e Nicolao. Al contrario, i Seleucidi contavano anche su un buon numero di paggi reali formati alla corte e fedeli alla monarchia come Zeusi e Antipatro; disponevano di una forte cavalleria, sia ellenica che nativa, di fanti ben addestrati come gli Argiraspidi e non dipendevano così fortemente dai mercenari. La vittoria va intesa dunque più come un fortunato colpo di coda, causato dalla leggerezza di Antioco, che come un segno di potenza. Ma soprattutto i nativi egizi, che avevano avuto un ruolo importantissimo nella vittoria in quanto avevano mandano in rotta la falange nemica, pretesero una considerazione pari alla loro importanza nel conflitto: non ricevendola, si ribellarono, fondando un regno autonomo nel basso Egitto che sopravvisse per vent'anni. Dopo la vittoria, il regno tolemaico sprofondò dunque in un lungo periodo di crisi.
La pace permise ad Antioco di concentrare i suoi sforzi per sopprimere la rivolta dello zio Acheo in Asia minore, che infatti fu sconfitto e ucciso pochi anni dopo. È vero che Antioco non attaccò più l'Egitto finché Filopatore era in vita, ma nel frattempo fortificò enormemente il proprio potere e prestigio attraverso l'Anabasi, la grande spedizione in oriente. Quando vent'anni dopo tornò a reclamare la Celesiria, scatenando la Quinta Guerra Siriaca, stavolta forte dell'appellativo di Antioco il Grande, i Tolomei non riuscirono a ripetere il colpo di fortuna di Rafah, e furono sconfitti nella grande battaglia di Panion. La questione della Celesiria si sarebbe dunque chiusa con il riconoscimento della dominazione seleucide in tutta la Siria, nonostante lo sterile tentativo egizio di riprenderla nella Sesta Guerra Siriaca.